# Armand Desmet (judo)
Pour les articles homonymes, voir Armand Desmet et Desmet.
Armand Desmet est un judoka français né 15 septembre 1941 à Clichy-sous-Bois (actuelle Seine-Saint-Denis, alors Seine-et-Oise) un des premiers médaillés français de cette discipline en championnat d'Europe.

## Biographie
Né le 15 septembre 1941, Armand Desmet est originaire de Clichy-sous-Bois où il a été professeur de sport au lycée Jules-Verne.
Deuxième d'une fratrie de six enfants, il débute au Judo club Le Raincy-Villemomble en 1956 : « J'ai commencé le judo à l'âge de 15 ans, dans la région parisienne. Et j'ai fait partie de la première génération à aller m'entraîner au Japon. C'était en 1966, avec quatre de mes camarades, nous avons passé trois mois à l'Université de Tenri (...) En 1967, j'ai été champion d'Europe, malgré une fracture. J'ai dû arrêter la compétition peu de temps après et je suis devenu alors entraîneur de l'équipe de France ».
Après avoir été deux fois champion de France et champion d'Europe en 1967, il devient entraîneur de l'équipe de France qui décroche trois médailles aux Jeux olympiques de Munich en 1972.
En 1999, un gymnase de Clichy-sous-Bois reçoit son nom. Incendié lors des émeutes de 2005, le gymnase reconstruit est inauguré en septembre 2010.
En retraite, il s'installe en Bretagne et devient bénévole à la section judo du Foyer laïque d'Hennebont.
En 2018, il reçoit le 8e dan et en 2023, il est fait chevalier de la Légion d'honneur.

## Palmarès
Championnat d'Europe
- 6 mai 1966 :  Médaille d'argent aux championnats d'Europe à Luxembourg, par équipes[6]
- 13 mai 1967 :  Médaille d'or aux championnats d'Europe à Rome en moins de 70 kg[6]

Championnat de France
- 22 mars 1964 :  Médaille d'argent aux championnats de France à Paris en moins de 68 kg[6]
- 13 mars 1966 :  Médaille d'or aux championnats de France à Paris en moins de 70 kg[6]
- 5 mars 1967 :  Médaille d'or aux championnats de France à Paris en moins de 70 kg[6]

Opens
- 7 décembre 1963 :  Open de Fribourg en moins de 63 kg[6]
- 5 avril 1694 :  Open de Varsovie en poids légers[6]
- 28 novembre 1964 :  Open de Bochum en moins de 70 kg[6]
- 27 novembre 1965 :  Open d'Aachen en moins de 70 kg[6]

## Distinctions
- Grade :  7e Dan (03/12/1989)[7], puis 8e Dan (20/01/2018)[1]
- Chevalier de la Légion d'honneur en 2023[5]